# Hoya faoensis
Hoya faoensis är en oleanderväxtart som beskrevs av Kloppenb. och Siar. Hoya faoensis ingår i släktet Hoya och familjen oleanderväxter. Inga underarter finns listade i Catalogue of Life.